# Left Behind (novelas)

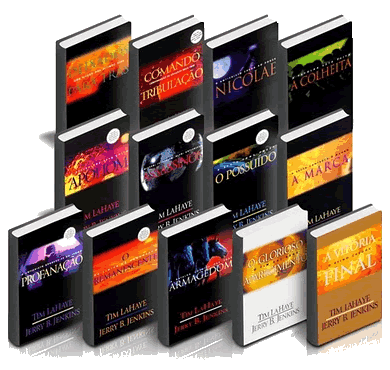
Versión de libros brasileños Left Behind

Left Behind es una serie de doce novelas de Tim LaHaye y Jerry B. Jenkins, siguiendo el dispensacionalismo cristiano del fin de los tiempos: el arrebatamiento de la iglesia antes de la Gran Tribulación, el Reino de Dios milenario, la visión escatológica cristiana y el fin del mundo (apocalipsis). El conflicto principal de la serie es entre los miembros de la Fuerza de la Tribulación y la Comunidad Global y su líder Nicolae Carpathia—el Anticristo. Left Behind es también el título del primer libro de la serie, publicada entre 1995 y 2007 por Tyndale House, una empresa con una historia de interés en el dispensacionalismo.
La serie ha sido adaptada en cuatro películas hasta la fecha. La serie original de tres películas es Left Behind: The Movie (2000), Left Behind II: Tribulation Force (2002) y Left Behind III: World at War (2005). Una nueva versión protagonizada por Nicolas Cage, titulada simplemente Left Behind, fue lanzada en 2014 por Cloud Ten Pictures. La serie también inspiró el juego de PC Left Behind: Eternal Forces (2006) y sus varias secuelas.

## Resumen de la trama
Basado en la interpretación dispensacionalista de las profecías de los libros bíblicos de Apocalipsis, Daniel, Isaías y Ezequiel, Left Behind narra la historia de los últimos tiempos (ambientado en la época contemporánea), cuando los verdaderos creyentes en Cristo han sido «arrebatados», (llevados al instante al cielo), dejando el mundo destrozado y caótico. A medida que las personas perturbadas van en busca de respuestas, un político rumano relativamente desconocido llamado Nicolae Carpathia asciende a secretario general de las Naciones Unidas, con la promesa de restablecer la paz y la estabilidad a todas las naciones. Lo que la mayor parte del mundo no se da cuenta es que Carpathia es en realidad el Anticristo anunciado en la Biblia. Viniendo a enfrentarse con la verdad y convirtiéndose en un cristiano nacido de nuevo, el piloto de aerolíneas Rayford Steele, su hija Chloe, su pastor Bruce Barnes y el joven periodista Cameron «Buck» Williams comienzan su búsqueda como el Comando Tribulación para ayudar a salvar a los perdidos y prepararse para la Tribulación que viene, en la que Dios manda su juicio sobre el mundo durante siete años.

## Caracteres

### Santos de la Tribulación
Los Santos de la Tribulación son personajes de ficción que son convertidos al cristianismo justo después del rapto. Ellos hacen frente al Anticristo Nicolae Carpathia durante la tribulación, cada uno dentro de su propio destino determinado divinamente.
Los más conocidos de los Santos de la Tribulación incluyen a Rayford Steele, Chloe Steele, Cameron «Buck» Williams, y Zión Ben-Judá.

## Reacción
Varios libros de la serie han estado en la lista de libros más vendidos del The New York Times. Desde el año 2000, los libros 7 y 8 alcanzaron el número uno en la lista, seguidos por el libro 10, que debutó en el número uno. Las ventas totales de la serie han superado las 65 millones de copias. Siete títulos de la serie han alcanzado el número 1 en las listas de libros más vendidos del The New York Times, USA Today y Publishers Weekly.
Una de las razones frecuentemente citada para la popularidad de los libros es el ritmo y la acción rápida, y refleja la preocupación general del público con el Apocalipsis, tal como es representado en el libro de Apocalipsis en la Biblia. Michelle Goldberg ha escrito: «Por un lado, la atracción de los libros de Left Behind no es muy diferente de la de, digamos, Tom Clancy o Stephen King. El trazado es rápido y las caracterizaciones, maniqueas. Las personas desaparecen y las cosas explotan». The New York Times también comparó la serie con las obras de Clancy. Sin embargo, esas opiniones no son universalmente compartidas. Otros críticos han llamado la serie «casi ridículamente tediosa» y «fatua y aburrida».
En 2007, la Evangelical Christian Publishers Association (ECPA) reconoció a la serie Left Behind en su celebración CBA & ECPA Awards en Atlanta, Georgia, con el ECPA Pinnacle Award. El presidente de la ECPA Marcos Kuyper dijo: «En muchos sentidos, esta serie de ficción cristiana ha establecido una categoría importante en el publicar en general». Jerry Falwell dijo sobre el primer libro de la serie: «En términos de su impacto en el cristianismo, es probable que sea mayor que el de cualquier otro libro en los tiempos modernos, fuera de la Biblia».

## Influencias en los autores
LaHaye y Jenkins citan la influencia de Russell S. Doughten, un cineasta de Iowa que dirigió una serie de cuatro largomatrajes de bajo presupuesto, pero muy populares en los años 1970 y 1980, sobre el rapto y la segunda venida, comenzando en 1972 con A Thief in the Night. De hecho, el título «Left Behind» hace eco al estribillo de un antiguo tema de rock cristiano de Larry Norman, en A Thief in the Night.

## Recepción
Mientras se escribe que la serie cumple con las normas de la ficción para el mercado masivo, como se mencionó anteriormente, la periodista Michelle Goldberg caracteriza a los libros como un ataque contra el judaísmo, el laicismo liberal, el ateísmo y sugirió que los «últimos tiempos», cercanos en el futuro, en los que los libros son situados parecen reflejar la visión del mundo real de millones de estadounidenses, incluyendo muchos líderes conservadores 
paranoicos prominentes.

### Críticas cristianas

#### De católicos
Los libros están escritos desde un punto de vista protestante. Como resultado, algunos creen que los libros son anticatólicos, señalando que muchos católicos no fueron raptados y que el nuevo papa establece una religión falsa. Mientras que el ficticio papa Juan XXIV fue arrebatado, es descrito como habiendo adoptado algunos de los puntos de vista del «padre del protestantismo» Martín Lutero, y se da a entender que fue arrebatado por este motivo. Su sucesor, el papa Pedro II, se convierte en pontífice máximo de la Única Fe Mundial Enigma Babilonia, una amalgama de todos los credos y religiones del mundo restantes. Catholic Answers describe la serie como anticatólica. En la página 343 del libro 10,El Remanente, se describe como la mayor parte de una iglesia católica (incluyendo el cura y el maestro de catecismo) son arrebatados. El coautor del libro, Jerry B. Jenkins, así como LaHaye, declaró que sus libros no son anticatólicos y que tienen muchos lectores y amigos que son fieles católicos. Según LaHaye, «los libros no sugieren ninguna teología en particular, sino que tratan de introducir a la gente a una relación más personal con Jesús».

#### De ortodoxos
David Carlson, un profesor de Estudios Religiosos y un miembro de la Iglesia ortodoxa griega, escribió que la teología en que se basa la serie Left Behind promueve «una visión sesgada de la fe cristiana que acoge a la guerra y el desastre, mientras desestima los esfuerzos de paz en el Oriente Medio y en otros lugares, todo en nombre de Cristo».

#### De protestantes
En general, los protestantes aceptan que el relato tiene un argumento válido en la Santa Biblia. Comparten, sin duda alguna, la creencia de Jenkins y LaHaye de que algún día, no muy lejano, Jesucristo regresará, arrebatará a su iglesia, y las personas que hayan sido dejadas atrás se enfrentarán a una tribulación que no había existido antes; que el Apocalipsis es la profecía más valiosa que existe en este tiempo; y que antes de que llegue Jesucristo hay oportunidad para aceptarlo como único Salvador personal, para no ser dejado atrás cuando ocurra el arrebatamiento o rapto .

##### De premilenialistas
La mayoría de premilenialistas históricos consideran que el sistema básico de creencias detrás de la serie es defectuoso, ya que selecciona y escoge Escrituras para llegar a la conclusión de que Jesús «reúne a los elegidos» antes de la tribulación, en contra de lo que Jesús enseña en Mateo 24:3-31, Marcos 13:3-27 y Lucas 21:5-27.
Algunos premilenialistas, aceptando al mismo tiempo muchas de las creencias básicas detrás de la serie, describen problemas con las enseñanzas proféticas específicas en los libros de Left Behind. Por ejemplo, en La Marca, Chang Wong recibe la marca de la bestia y el sello del Señor, y él es aceptado más adelante en el cielo, a pesar de tener la marca, ya que fue drogado y obligado a tenerla en contra de su propia voluntad. Esto ha llevado a algunos lectores a preguntarse cómo un cristiano puede tener la marca de la bestia y aun así ser salvo.

##### De otros
Junto con algunas otras novelas del arrebatamiento de ficción, la serie Left Behind demuestra una comprensión específica del Evangelio y la vida cristiana, con lo que muchos han tomado la cuestión teológicamente. Los libros no se han vendido especialmente bien fuera de los Estados Unidos. El dispensacionalismo sigue siendo un punto de vista minoritario entre los teólogos. Por ejemplo, los cristianos amilenialistas y postmilenialistas no creen en la misma línea de tiempo de la Segunda Venida como los premilenialistas, mientras que los cristianos preteristas no interpretan la mayor parte del Apocalipsis como prediciendo eventos futuros en absoluto. Brian McLaren de la Iglesia Emergente compara la serie Left Behind con El código Da Vinci, y afirma, «Lo que las novelas de Left Behind hacen, la forma en que tuercen las escrituras hacia un cierto fin teológico y político, creo que es [similar] a [Dan] Brown torciendo las Escrituras, solo para otros fines políticos». John Dart, escribiendo en Christian Century, caracteriza las obras como «Emitiendo sobre la teología».

##### Violencia
Algunos cristianos practicantes, evangélicos y de otro tipo, junto con no cristianos han mostrado su preocupación sobre las perspectivas sociales promovidas en la serie Left Behind, que indebidamente sensacionaliza la muerte y la destrucción de las masas populares. Harvey Cox, profesor de divinidades en la Universidad de Harvard, dice que parte del atractivo de los libros radica en la «anticipación de lamerse los labios de toda la sangre», y la teóloga Barbara Rossing, autora del libro The Rapture Exposed: The Message of Hope in the Book of Revelation, afirma que los libros glorifican la violencia. La revista Time escribe que «los sobresaltos nucleares de, por ejemplo, The Sum of All Fears de Tom Clancy no llenarían un capítulo de la serie Left Behind. (Grandes espacios de las ciudades de Estados Unidos han sido bombardeados y destrozados en la página 110 del libro 3)».
Paul Nuechterlein acusó a los autores de re-sacralizar la violencia, y agregó que «nosotros, los seres humanos, somos aquellos que ponemos nuestra fe en una capacidad armamentística superior. Pero en las novelas de Left Behind la oscuridad de ese humano, la violencia satánica, es atribuida una vez más a Dios». En ese mismo libro (Regreso Glorioso) Jesús simplemente habla y los cuerpos de sus enemigos son desgarrados, lo que obligó a los cristianos a manejar con precaución para evitar «golpear los cuerpos extendidos y fileteados de los hombres, y las mujeres, y los caballos».

## Libros

### Dejados Atrás
Pasajeros a bordo de un Boeing 747 rumbo a Europa, han desaparecido instantáneamente. Nada ha quedado excepto por sus montañas de ropa, joyas, documentos, piezas quirúrgicas y cosas por el estilo. Alrededor del mundo, en solo un segundo los carros han sido dejados sin hombres. El caos y el terror continúan mundialmente a medida que el cataclismo se desdobla. Para aquellos dejados atrás, el Apocalipsis apenas ha comenzado.

### El Comando Tribulación
En un instante cataclísmico millones de personas desaparecen del planeta. Los dejados atrás enfrentan guerras, hambrunas, plagas y desastres naturales tan devastadores que solamente sobrevive una de cuatro personas.

### Nicolás
Han transcurrido casi dos años desde la desaparición masiva, llamada el Rapto. En Nicolás la saga continúa con Raymundo, su nueva esposa, Amanda Camilo y Cloe (ahora casados) Su misión, ganar lo más posible personas para Cristo. Se acerca el fin del primer trimestre de los siete años de La Gran Tribulación, cuando la profecía dice que "la ira del Cordero" será vertida fuera sobre la Tierra.

### Cosecha de Almas
Lleva al lector desde Irak hasta América, desde 6 millas sobre el aire hasta los refugios subterráneos, desde los desiertos hasta el Río Tigris, desde la esperanza hasta la devastación, todo en la búsqueda de la verdad y la vida.

### Apolión
Raimundo Steele y Camilo Williams, miembros fundadores del Comando, han pasado de ser empleados de Nicolás Carpatia a fugitivos internacionales. Finalmente, Raimundo descubre la impactante verdad sobre Amanda y, ahora, debe huir antes que empiece la gran conferencia.
Los dos testigos del Muro de los Lamentos proclaman advertencias al que se sienta en el trono de la Tierra y el mismo Carpatia se presenta sorpresivamente en el estadio. El calendario de la Tribulación se acerca más a su punto medio, que los dos testigos llaman el tiempo fijado.
Mientras tanto, el juicio de la cuarta trompeta golpea el sistema solar, incapacitando la vida en la Tierra. Los próximos tres juicios van a ser peores que todos lo que han pasado antes, tanto que un ángel llega volando desde cielo para advertir a la Tierra de los tres ayes siguientes.
El juicio de la quinta trompeta -una plaga de langostas parecidas a los escorpiones y dirigidas por Apolión, el demonio que es príncipe del abismo- es tan horrorosa que los hombres tratan de matarse pero no les es permitido morir.

### Asesinos
El Comando Tribulación se precipita hacia los cuatro asesinatos predichos en la Escritura. La cabeza de la única Fe Mundial Enigma Babilonia corre peligro como también los dos testigos del Muro de los Lamentos a medida que se acerca la hora fijada. Está profetizado que el mismo anticristo sufrirá una herida mortal en la cabeza.

### El Poseído
El Comando de la Comunidad Global emprende una cacería masiva de hombres a causa de la caída de su asesinado líder. Mientras que miembros del Comando Tribulación se pasean alrededor del Globo, solo una pequeña parte está segura en casa, la cual puede estar también comprometida.

### La Marca
Su Excelencia, el Soberano de la Comunidad Global, Nicolás Carpatia, regresa otra vez como Satanás. Resucitado y poseído por el mismo diablo, ya no es más el señor Buena persona, a medida que la bestia manifiesta más su poder como gobernador del mundo.
Los integrantes del Comando Tribulación, protegidos en una nueva casa de refugio, sufren trágicas pérdidas al romper el alba de la segunda mitad de los siete años de tribulación, la Gran tribulación. El terror asalta a los creyentes en Grecia, al ser contados entre los primeros en encarar la aplicación de la marca de la fidelidad y su artefacto mortal, el facilitador de ejecución de lealtad.
Los miembros del Comando Tribulación que operaban en el interior del palacio de Nueva Babilonia enfrentaron contratiempos, y peligros, y tienen que huir; aceptar la marca o sufrir las consecuencias. Mientras tanto, Carpatia planea un ataque abierto contra los así llamados judaístas, y el Comando Tribulación ansía desarrollar su más ambiciosa estrategia para contrarrestarlo.
La suerte está echada. La batalla final entre las fuerzas del bien y el mal, por las almas de hombres y mujeres alrededor del mundo, ha comenzado.

### El Sacrilegio
El Anticristo Nicólas Carpatia toma lugar en el templo de Jerusalén para dar paso a una serie de blasfemias y sacrilegios hacia Cristo y los israelitas. Comienzan a caer las plagas en los adoradores de Nicólas, solo los sellados son protegidos junto con los israelitas de todo mal.

### El Remanente
El Remanente, libro número diez del drama continuo de aquellos que han sido dejados atrás. Ahora, en este volumen usted se encontrará así mismo al borde del Armagedón. La gran batalla de los tiempos finales donde las fuerzas del bien y del mal se enfrentan cara a cara.

### Armagedón
El regreso glorioso es el duodécimo libro del drama continuo de los que fueron dejados atrás en el arrebatamiento. Los once primeros, con ventas que superan los cuarenta mil ejemplares cada uno, constituyen la serie de novelas que más rápidamente se haya vendido jamás.
El anticristo ha reunido a los ejércitos en el valle de Meguido para lo que cree será su triunfo definitivo de todos los tiempos. Con una victoria así él ascenderá al trono de Dios.
El Comando Tribulación ha emigrado al Oriente Medio, estando su mayoría parapetada en Petra junto con el remanente judío que ahora pasa del millón. Sin embargo, sigue vivo solo uno de los cuatro miembros fundadores del Comando y éste se halla próximo a morir. Jerusalén está por caer totalmente a manos del ejército de la Unidad de la Comunidad Global; Zion Ben Juda fue muerto.
Pocos en Petra saben de esta pérdida y tampoco se halla a Raimundo Steele ni a Camilo Williams. Ya han pasado siete años desde el arrebatamiento y casi siete años exactos desde que se firmó el pacto del anticristo con Israel. Los creyentes miran al cielo a la espera del Regreso Glorioso de Cristo mientras el mundo bordea el final del tiempo.

### El Regreso Glorioso
El anticristo ha reunido a los ejércitos del mundo en el valle de Meguido para lo que cree será su triunfo definitivo de todos los tiempos. Con una victoria así él ascenderá al trono de Dios.
El Comando Tribulación ha emigrado al Oriente Medio, estando su mayoría parapetada en Petra junto con el remanente judío que ahora pasa del millón. Sin embargo, sigue vivo solo uno de los cuatro miembros fundadores del Comando y este se halla próximo a morir. Jerusalén está por caer totalmente a manos del Ejército de la Unidad de la Comunidad Global; Zión Ben Judá fue muerto. Pocos en Petra saben de esta pérdida y tampoco se halla a Raimundo Steele ni a Camilo, "Macho", Williams.
Ya han pasado siete años desde el arrebatamiento y casi siete años exactos desde que se firmó el pacto del anticristo con Israel. Los creyentes miran al cielo a la espera del Regreso Glorioso de Cristo mientras el mundo bordea el final del tiempo.